# Kikí Dimoulá
Vasilikí Dimoulá, dite Kikí Dimoulá (en grec moderne : Κική Δημουλά), née Radou à Athènes le 6 juin 1931 et morte le 22 février 2020 dans la même ville, est une poétesse et essayiste grecque. 
Elle est membre de l'Académie d'Athènes à partir de 2002. Elle a reçu le prix européen de littérature en 2009 pour l'ensemble de son œuvre. 

## Biographie
Kikí Dimoulá, née à Athènes en 1931 dans une famille bourgeoise, est la fille d'une professeure de lettres.
En 1949, elle est entrée à la Banque de Grèce où elle a travaillé pendant vingt-cinq ans. 
En 1952, elle publie son premier livre, Poèmes.  
En 1954 elle épouse le poète Àthos Dimoulas, qui meurt en 1986. 
Elle a reçu en 1989 le Premier prix d’État pour son recueil Je te salue Jamais.
Elle est l’auteur d’une douzaine de recueils de poèmes et de deux essais. 
Elle a été traduite dans les principales langues occidentales.
En mai 2013, elle cause un scandale avec des déclarations dépréciatives des immigrés du quartier de Kypséli au journal Ta Nea. Elle a ensuite indiqué que ses propos ont été mal compris.

## Publications
L'ensemble des ouvrages de Kiki Dimoula est paru aux Éditions Ikaros.

### Poésie
- Poèmes, 1952
- Ténèbres, 1956.
- Par contumace, 1958.
- Sur les traces, 1963.
- Le peu du monde, 1971.
- Mon dernier corps, 1981.
- Je te salue Jamais, 1988.
- L’adolescence de l’oubli, 1994.
- Minute d’ensemble, 1998.
- Bruit d’éloignements, 2001.
- Verdure de serre, 2005.
- Déplacés à côté, 2007.

### Prose
- Le mythe joueur, discours de réception à l’Académie, 2004.
- Hors programme, proses, 2005.

## Traductions françaises
- Mon dernier corps, choix de textes, trad. Michel Volkovitch, Cahiers grecs, 1995.
- Du peu du monde, choix de textes, trad. Martine Plateau-Zygounas, La Différence, 1995.
- Je te salue Jamais, trad. Michel Volkovitch, Desmos/Cahiers grecs, 1997.
- Anthologie de Kiki Dimoula, trad. Eurydice Trichon-Milsani, L’Harmattan, 2007.
- Mon dernier corps, bilingue grec-français, traduit par Michel Volkovitch, Éditions Arfuyen, 2010.
- Le peu du monde suivi de Je te salue Jamais, trad. Michel Volkovitch, coll. Poésie-Gallimard, 2010.
- Hors programme, trad. Simone Taillefer, Éditions Monemvassia, 2016